# Височанка вулиця (Калуш)
Вулиця Височанка — вулиця садибної забудови в Калуші, осьова в однойменному міському мікрорайоні Височанка.

## Розташування
Простягається від вул. Степана Бандери до міського кладовища, де переходить у вулицю Залісся. До Височанки прилучаються вулиці (від початку до кінця):

справа:
- Ломоносова
- Бабія
- Курбаса
- Артемовського
- Андрусяка
- Підкови
- Ярослава Мартинця
- Колесси
- Новаківського
- Сірка

зліва:
- Ковжуна
- Європейська
- Кобилянської
- Виговського
- Копальняна
- Святої Варвари
- Черняховського
- Купчинського
- Остапа Вишні
- Яблунева
- Пачовського

## Історія
На карті Апенцелєра 1787 року наявна на всьому протязі нинішньої вулиці дорога від Станіславської до Залісся в оточенні сільськогосподарських угідь без житлової забудови, тільки міський цвинтар уже знаходився на своєму місці.
Вулиця створювалася, починаючи з початку ХХ століття. Спочатку називалась Височанка (ймовірно, за прізвищем одного з жителів). В реєстрі вулиць Калуша 1939 року має № 76, знаходились садиби № 1670-1702. Комуністичний режим перейменував вулицю в честь Садовнікова — совєтського чиновника, який (зі спогадів старожилів міста) насправді був страшним садистом і катом простих українських людей-патріотів, тому 22.08.1990 вулиці повернено історичну назву. Перші житлові будинки зводилися з дерева ще в міжвоєнний період (20,30-ті рр.). Вулиця була ґрунтовою і по обидва її боки в основному були сільськогосподарські угіддя. Слід зазначити, що на вулиці знаходилась початкова школа, що розташовувалася за вулицею Колесси (після Пагорба Слави).
Вже у міжвоєнний період на прилеглих з району Баня вулицях Копальняна і Святої Варвари почали зводитися перші цегляні будинки. Це були своєрідні комуналки. Місцевість, де вони зводилися, в народі називають Кольонією. Ця назва пішла від німецьких колоністів, що їх споруджували. Будинки будувалися з хорошої польської цегли, малювалися, зазвичай, в жовтий чи білий колір, покривалися ж будинки глиняною червоною черепицею.
Справжній будівельний бум розпочався в післявоєнний період у 60-их, коли був забудований новий мікрорайон, що отримав колишню назву осьової вулиці. По вулиці масово надавалися плани працівникам шахт, калійного комбінату та інших міських підприємств і установ. 1970-го було споруджено на найвищій точці вулиці (і Калуша) телерадіовежу. За два роки з іншого боку вулиці розпочалося спорудження Пагорба Слави та парку навколо нього.

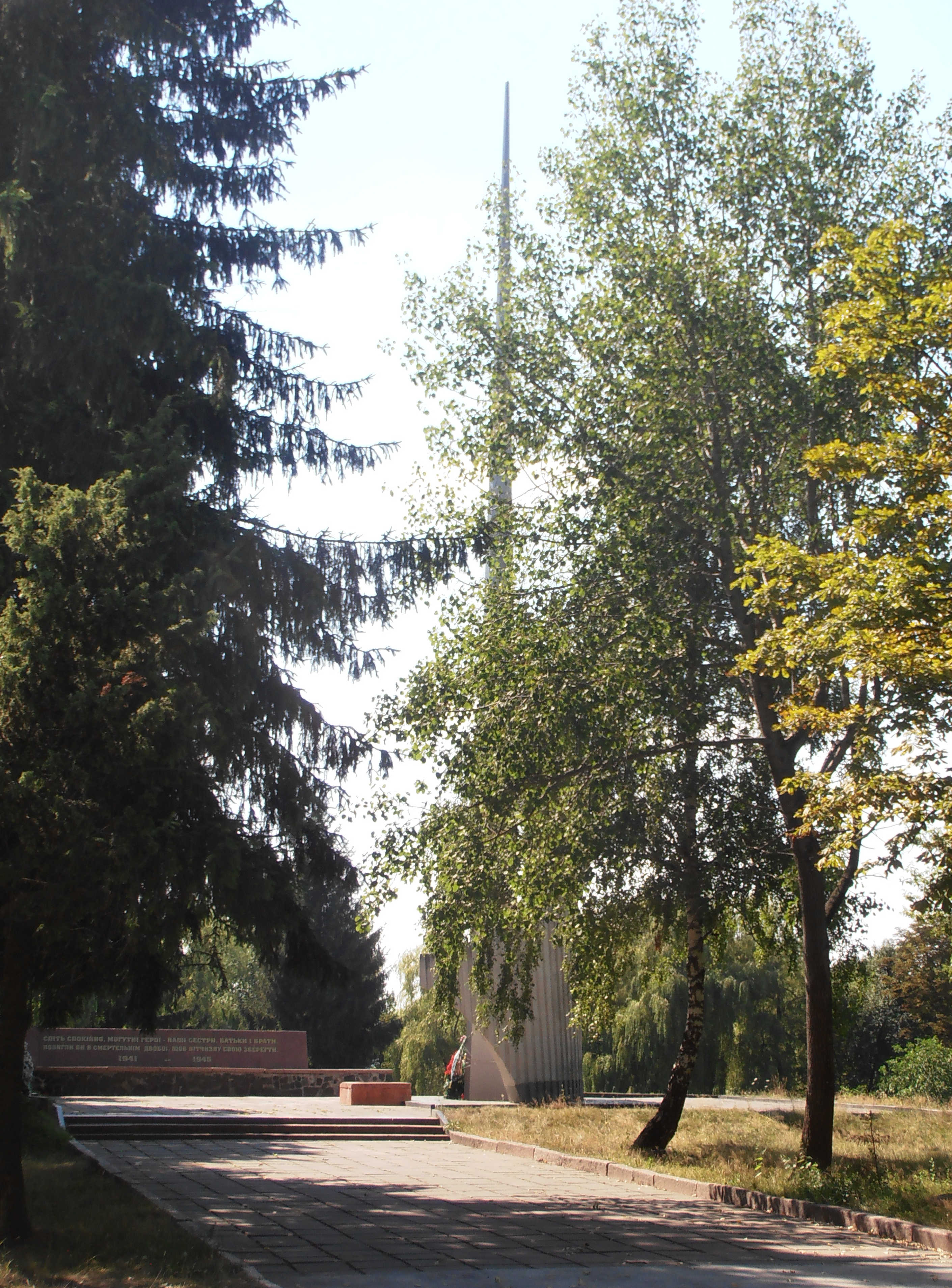
Монумент радянським воїнам
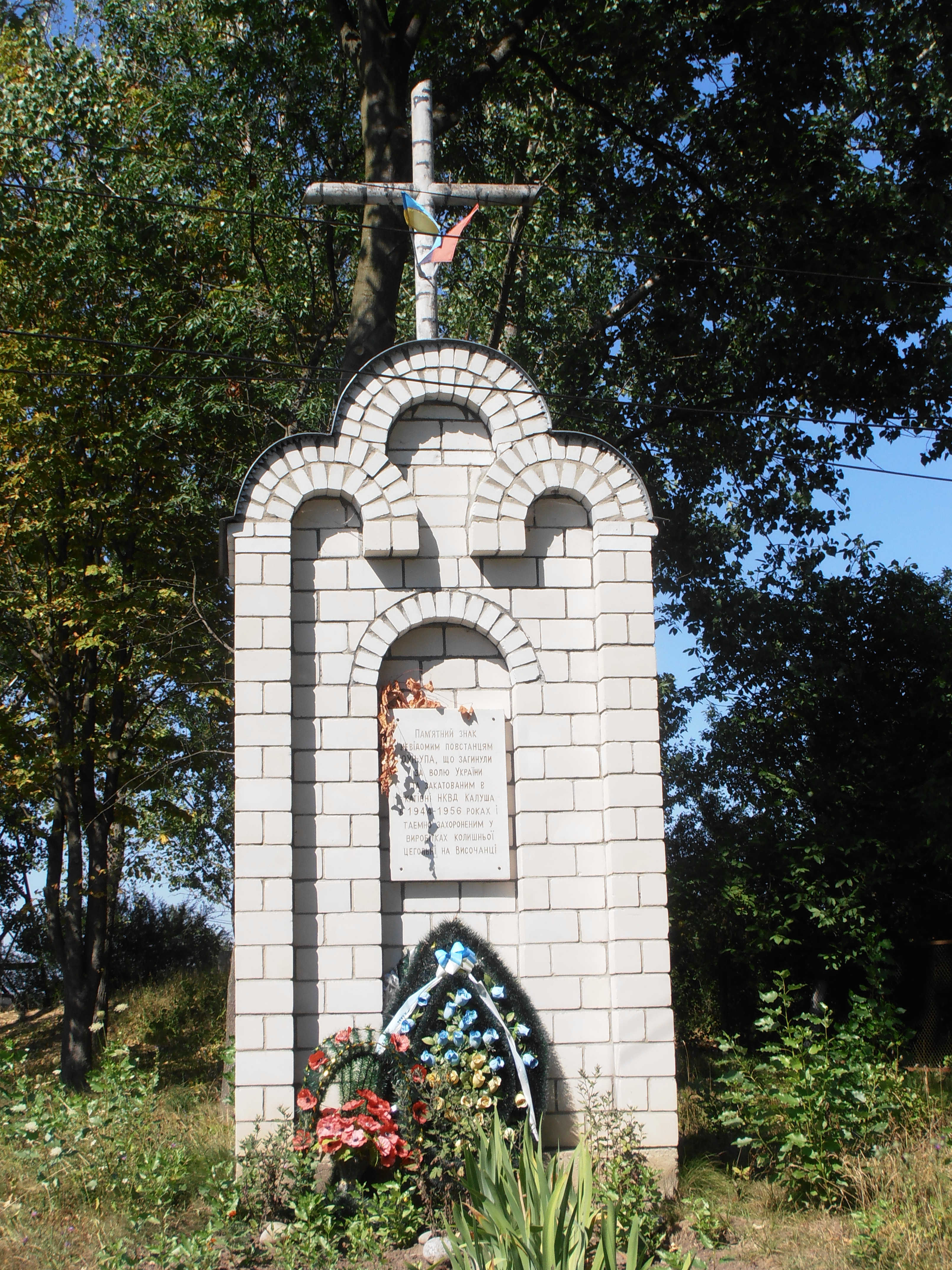
Пам'ятник закатованим повстанцям

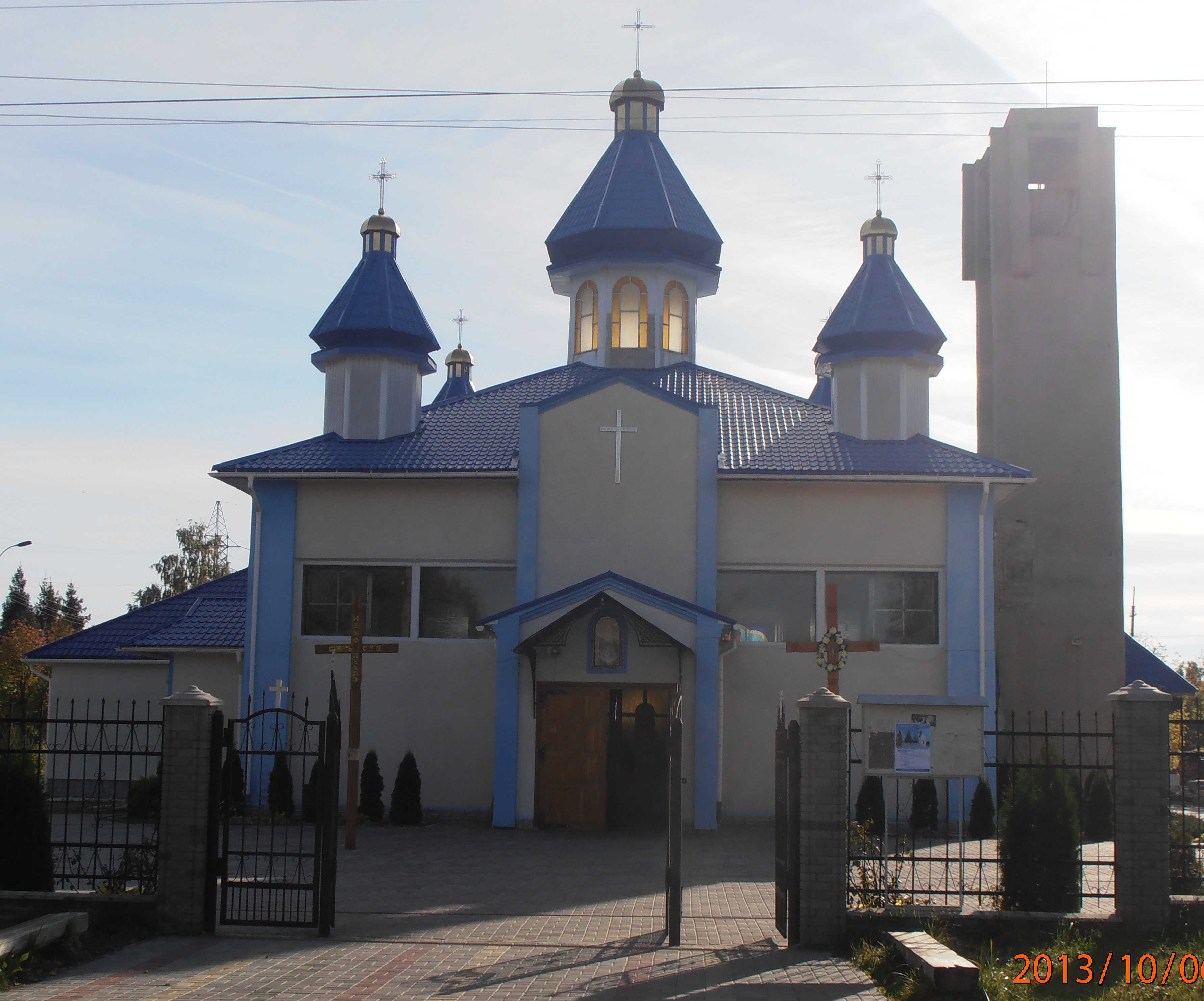
Церква Святого Духа УГКЦ

У 1976році старий міський цвинтар на початку вулиці був зарезервований, а в її кінці відкрито цього ж року новий міський цвинтар.
У 2000-их наприкінці вул. Височанка відкритий Храм Святого Духа у приміщенні міської панахиди коло нового міського цвинтаря.

## Транспортне сполучення
На вулиці загалом знаходяться десять автобусних зупинок. Через неї проходять маршрути автобусів № 8, 8А, 11, 11Б. Вулиця має зручне транспортне сполучення із центральною частиною міста (через вул. Ковжуна), з Новим Калушем (через вул. Європейську), з районом Баня (через більшість вулиць з лівого боку), із Заліссям (дачний район міста) та з Підгірками (через вулицю Шухевича).

## Фотогалерея

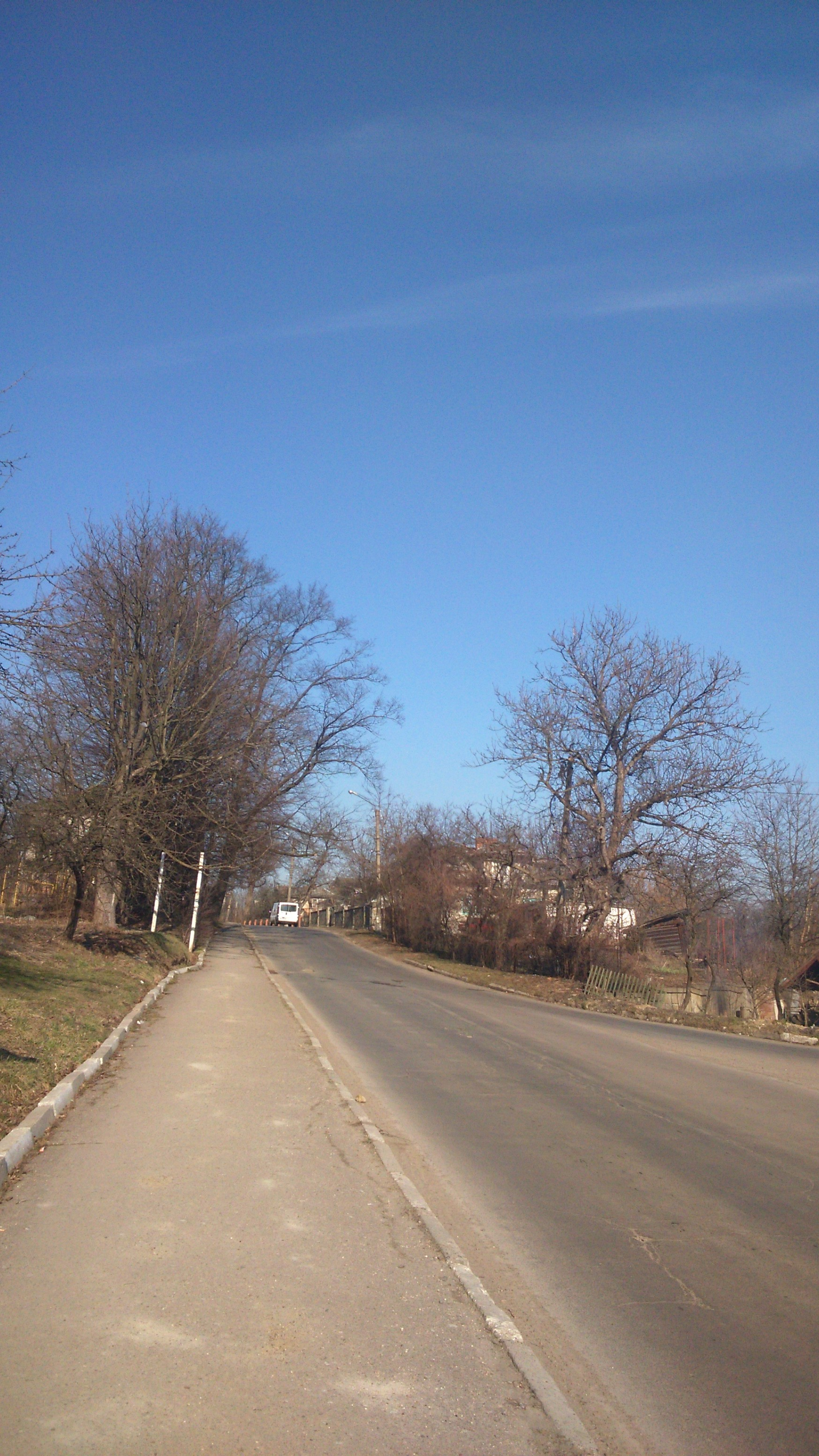
Початок вулиці
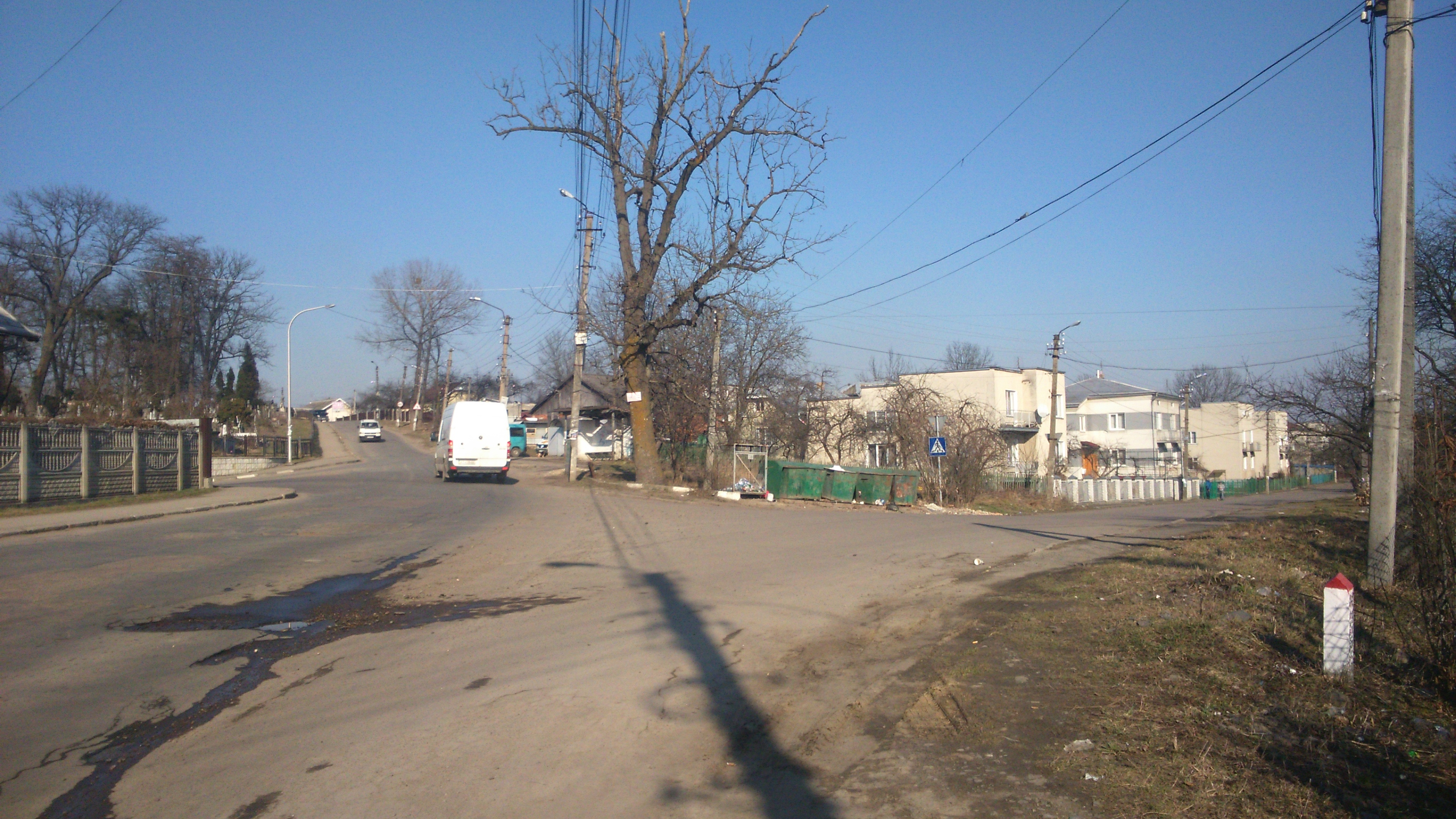
На роздоріжжі
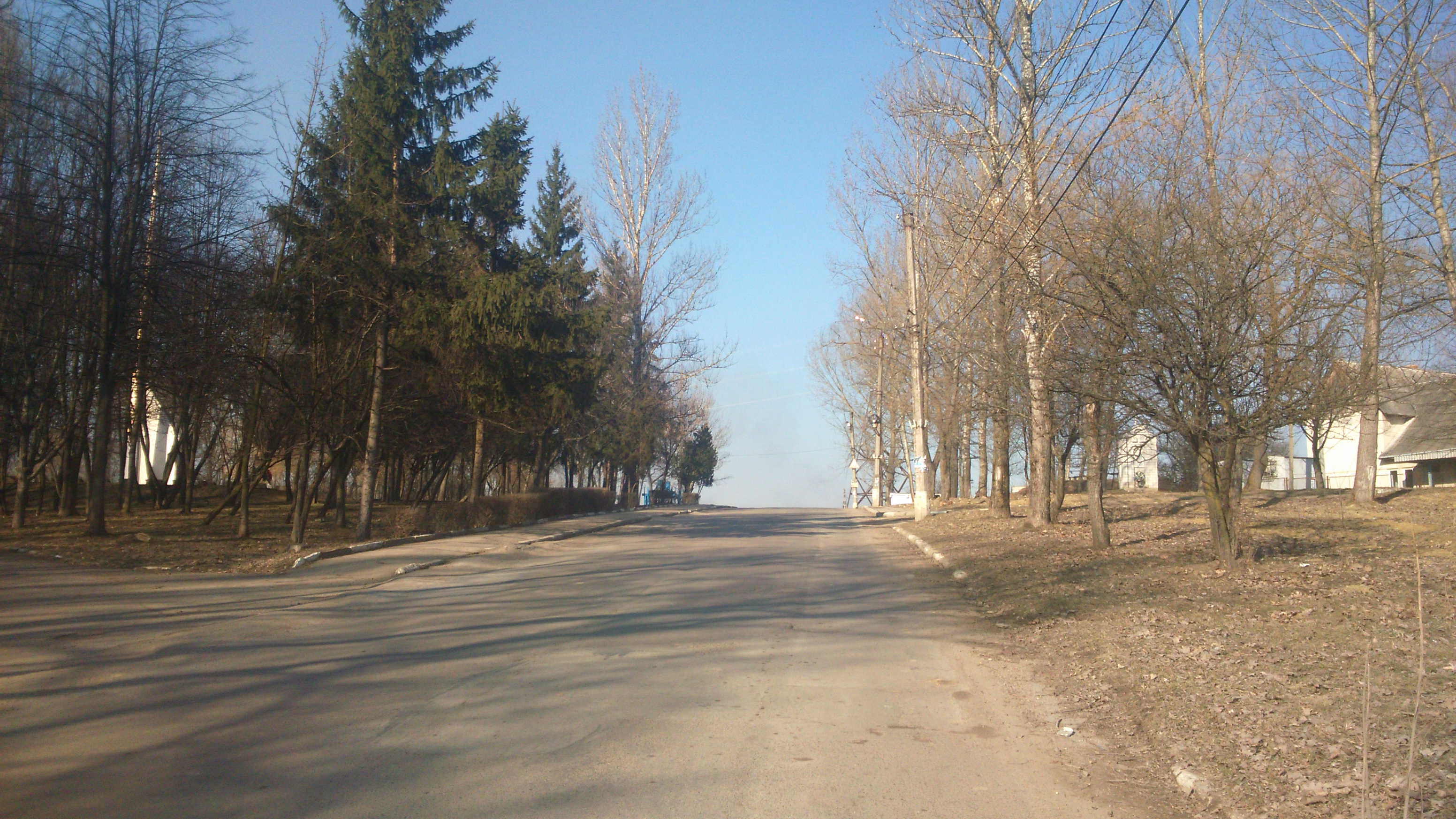
На пагорбі
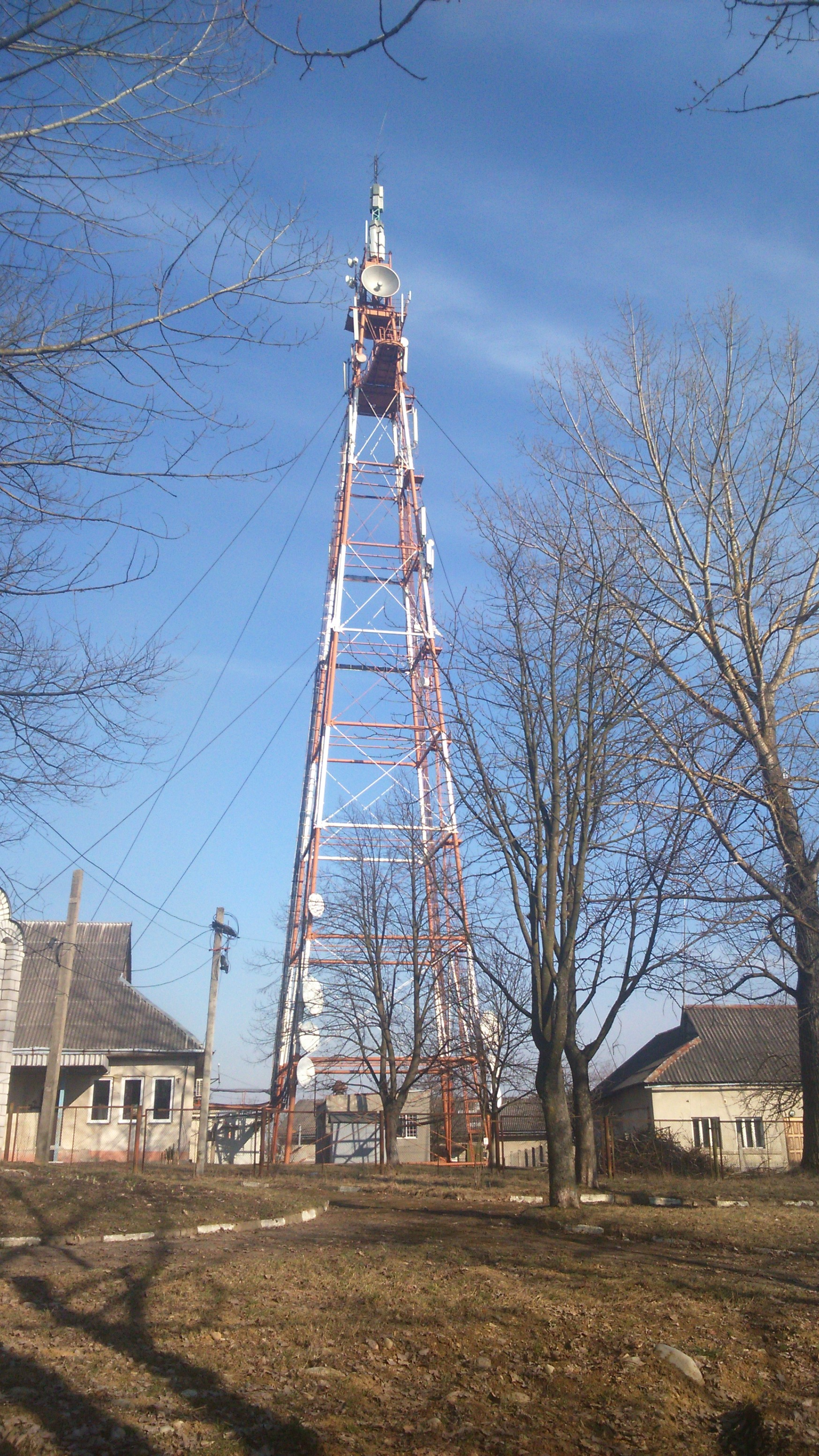
Телевежа
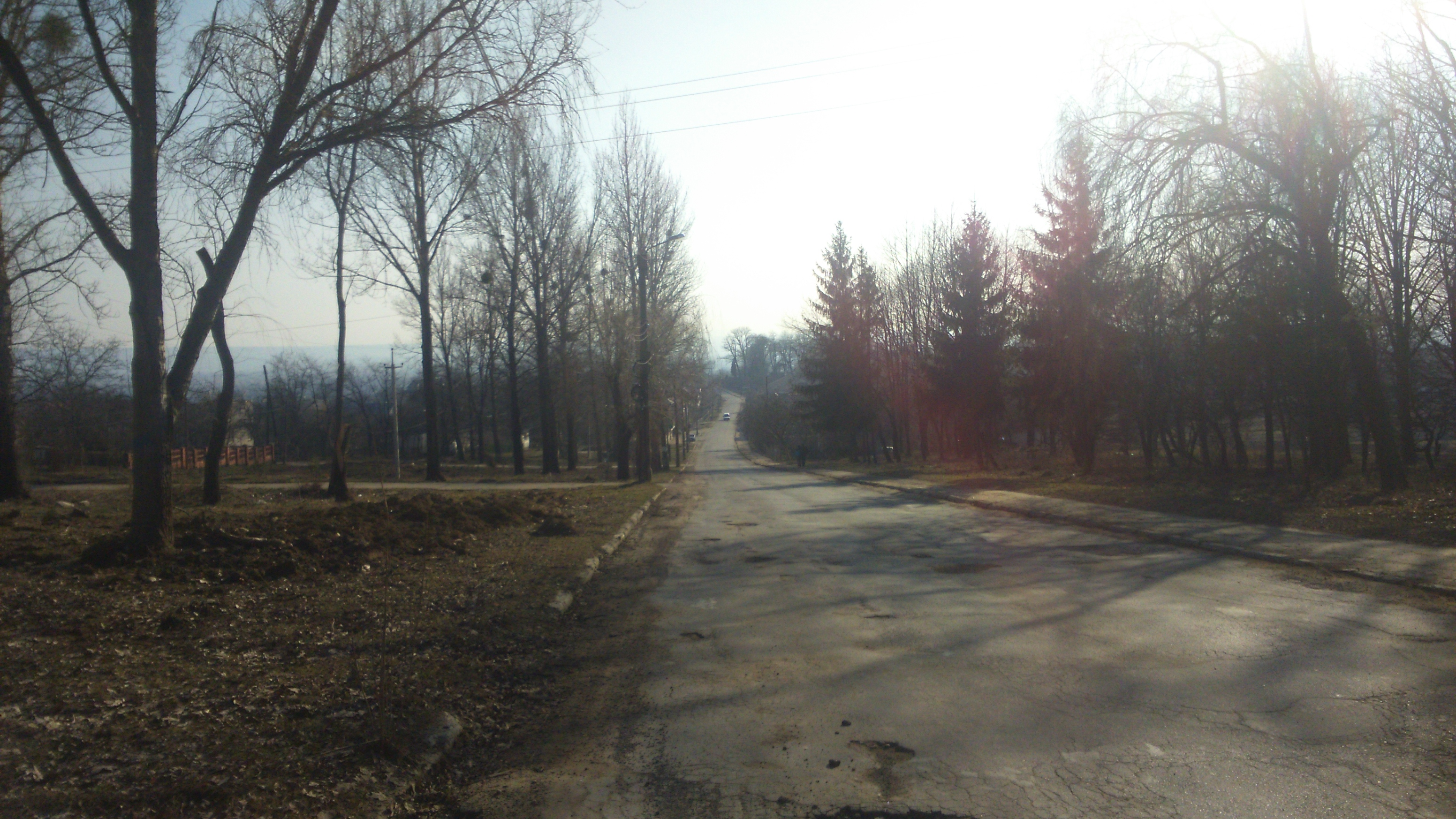
Вид з пагорба
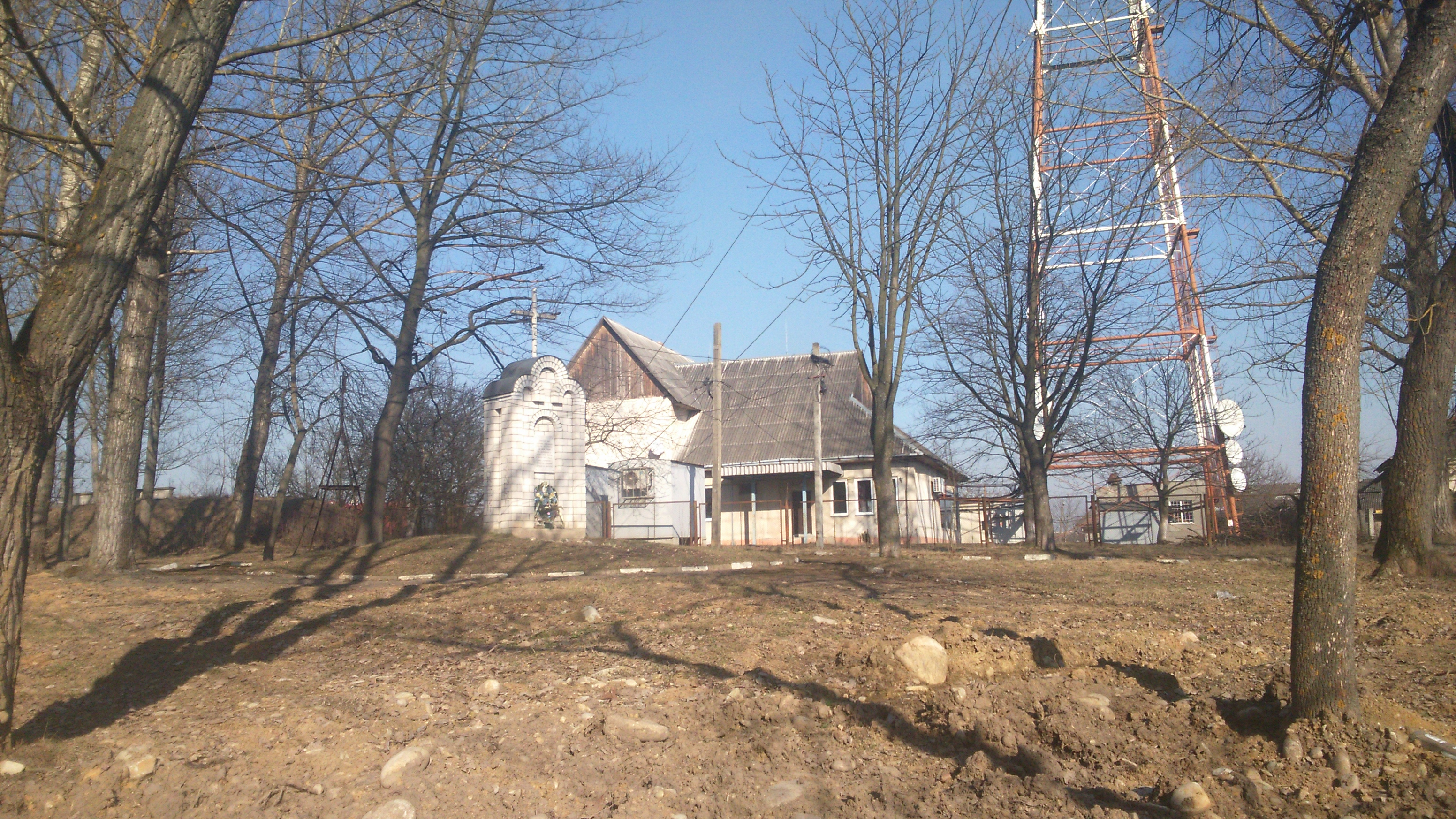
Телецентр